# Mike Mushok
Mike Mushok, (ur. 10 kwietnia 1970 w Ludlow, w Massachusetts) – amerykański muzyk. Gitarzysta zespołu rockowego Staind. Znany jest z używania gitar barytonowych oraz nietypowych, niskich strojeń.
W latach 2013–2014 był członkiem formacji Newsted. Od 2015 roku występuje w zespole Saint Asonia, który współtworzy, m.in. wraz z byłym liderem formacji Three Days Grace – Adamem Gontierem.

## Dyskografia
- Soil - Whole (2013, AFM Records, gościnnie)[5]

## Instrumentarium
- PRS SE Baritone Mike Mushok Signature[6]
- Ibanez MMM1 Mike Mushok Series Baritone Guitar[7]